# Mistrovství Evropy v plaveckých sportech 1983
Mistrovství Evropy v plaveckých sportech za rok 1983 proběhlo v Římě, Itálie ve dnech 20. až 27. srpna 1983.
Soutěže
- Plavání
- Skoky do vody
- Umělecké plavání
- Vodní pólo